# Finlandia na Letnich Igrzyskach Olimpijskich 1964
Finlandię na Letnich Igrzyskach Olimpijskich 1964 reprezentowało 89 zawodników, 84  mężczyzn i 5 kobiet.

## Zdobyte medale
| Medal | Zawodnik               | Dyscyplina    | Konkurencja                           | Rezultat    |
| ----- | ---------------------- | ------------- | ------------------------------------- | ----------- |
| Złoto | Pauli Nevala           | Lekkoatletyka | Rzut oszczepem mężczyzn               | 82,66 m     |
| Złoto | Pentti Linnosvuo       | Strzelectwo   | Pistolet szybkostrzelny 25 m mężczyzn | 592 pkt     |
| Złoto | Väinö Markkanen        | Strzelectwo   | Pistolet dowolny 25 m mężczyzn        | 560 pkt     |
| Brąz  | Pertti Ilmari Purhonen | Boks          | Waga półśrednia mężczyzn              | [ 4 ] [ 5 ] |
| Brąz  | Hannu Rantakari        | Gimnastyka    | Konkurs indywidualny mężczyzn         | 19,300 pkt  |